# Tokyo Tower
Tokyo Tower (東京タワー, Tōkyō-tawaa) er et kommunikationstårn beliggende i Shiba Park, Tokyo, Japan. Det ligner bortset fra sin orange og hvide farve til forveksling Eiffeltårnet, men er med sine 332,6 meter lidt højere.
- Wikimedia Commons har flere filer relateret til Tokyo Tower

| Bygning eller seværdighed | Spire Denne artikel om en bygning, et bygningsværk eller en seværdighed er en spire som bør udbygges. Du er velkommen til at hjælpe Wikipedia ved at udvide den. |

35°39′31″N 139°44′44″Ø / 35.65861°N 139.74556°Ø